# Dan-Anyiam-Stadion
Das Dan-Anyiam-Stadion (englisch Dan Anyiam Stadium) ist ein Stadion in Owerri, Nigeria. Es fasst 10.000 Zuschauer und wird zurzeit hauptsächlich als Fußballstadion genutzt. Benannt ist das Stadion nach Daniel Anyiam, dem ersten Kapitän sowie zweimaligen Nationaltrainer der nigerianischen Fußballnationalmannschaft.
Der Fußballverein Heartland FC trägt hier seine Heimspiele aus. Nachdem im Jahr 2004 nach Krawallen dem Fußballverein Mighty Jets FC aus Jos das Spielen im eigenen Stadion untersagt worden war, musste auch dieser Verein seine Heimspiele im Dan-Anyiam-Stadion austragen.